# All Around My Hat (Steeleye Span)
| Recensione | Giudizio |
| ---------- | -------- |
| AllMusic   |          |

All Around My Hat è l'ottavo album degli Steeleye Span, pubblicato dalla Chrysalis Records nell'ottobre del 1975. Il disco fu registrato nel luglio del 1975 all'Air Studios di Londra (Inghilterra).

## Tracce
Lato A
1. Black Jack Davy – 4:15 (Tim Hart, Maddy Prior, Robert Johnson, Peter Knight, Rick Kemp)
2. Hard Times of Old England – 5:10 (Brano tradizionale, arrangiamento T. Hart, M. Prior, R. Johnson, P. Knight, R. Kemp)
3. Cadgwith Anthem – 2:45 (Brano tradizionale, arrangiamento T. Hart, M. Prior, R. Johnson, P. Knight, R. Kemp)
4. Sum Waves (Tunes) – 4:00 (Tim Hart, Maddy Prior, Robert Johnson, Peter Knight, Rick Kemp)
5. The Wife of Ushers Well – 4:32 (Tim Hart, Maddy Prior, Robert Johnson, Peter Knight, Rick Kemp)

Lato B
1. Gamble Gold / Robin Hood – 3:40 (Tim Hart, Maddy Prior, Robert Johnson, Peter Knight, Rick Kemp)
2. All Around My Hat – 4:06 (Tim Hart, Maddy Prior, Robert Johnson, Peter Knight, Rick Kemp)
3. Dance with Me – 3:51 (Tim Hart, Maddy Prior, Robert Johnson, Peter Knight, Rick Kemp)
4. Batchelors Hall – 5:45 (Tim Hart, Maddy Prior, Robert Johnson, Peter Knight, Rick Kemp)

## Musicisti
- Tim Hart  - voce, chitarra, dulcimer
- Maddy Prior  - voce
- Robert Johnson  - chitarra, voce
- Peter Knight  - violino, tastiere, voce
- Rick Kemp  - basso, voce
- Nigel Pegrum  - batteria, flauto